# 霍利斯普林斯 (喬治亞州)
霍利斯普林斯（英語：Holly Springs）是一個位於美國喬治亞州切羅基縣的城市。

## 地理
霍利斯普林斯的座標為34°09′59″N 84°30′04″W / 34.16639°N 84.50111°W，而該地的平均海拔高度為338米（即1109英尺）。

## 人口
根據2010年美國人口普查的數據，霍利斯普林斯的面積為17.30平方千米，當中陸地面積為17.00平方千米，而水域面積為0.30平方千米。當地共有人口9189人，而人口密度為每平方千米531人。